# Usina Termelétrica de Santa Cruz
A Usina Termelétrica de Santa Cruz é uma usina termelétrica pertencente à Âmbar Energia. Foi a primeira usina geradora de energia elétrica situada no território da cidade do Rio de Janeiro.

## Histórico

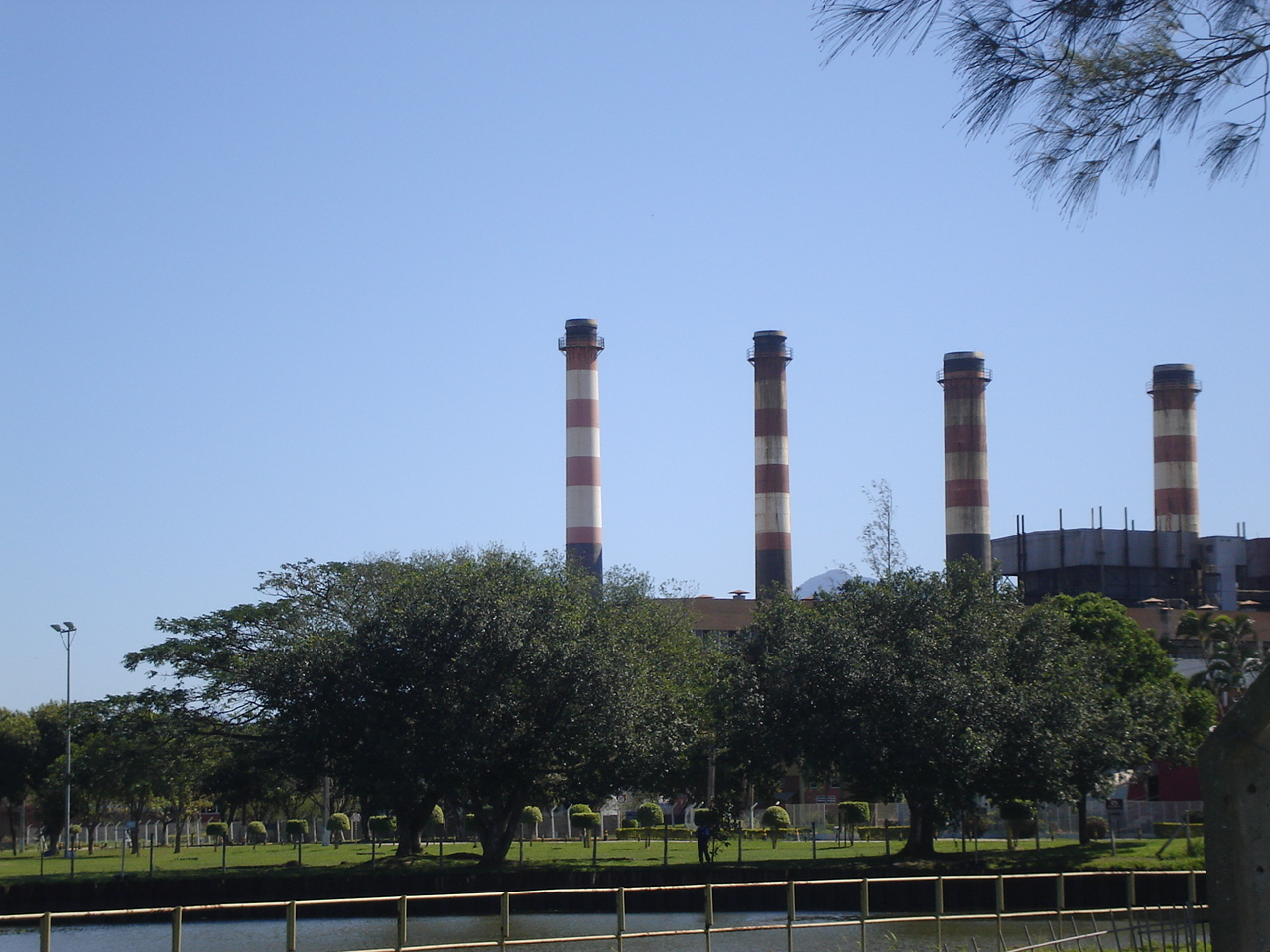
Chaminés da Usina de Santa Cruz no Distrito industrial

À época de sua instalação, o estado da Guanabara, diferentemente das outras cidades circundantes tinha seu sistema elétrico baseado na frequência de 50 Hz (ciclos), o que dificultava a transferência de energia para a Guanabara, o que gerava constantes interrupções no abastecimento de energia desta Cidade. Com a implantação de uma usina termelétrica local foi possível eliminar os problemas decorrentes da falta de energia, modificar a frequência de 50 para 60 Hertz e possibilitar o estabelecimento de uma indústria de base na economia carioca que ficou órfã dos órgãos federais transferidos para a nova capital do País.
A construção desta usina coube a Cia. Hidrelétrica do Vale do Paraíba (CHEVAP), uma empresa estatal do Governo Federal, a quem cabia também a construção da Usina hidrelétrica de Funil (atualmente no município de Itatiaia-RJ). Posteriormente a CHEVAP foi extinta e suas obras passaram a ser administradas pela Eletrobrás em 1965. Após 6 meses, a Eletrobras repassou os direitos e deveres destas duas usinas para a Central Elétrica de FURNAS que completou as obras e sua operação.
A Usina de Santa Cruz originalmente era uma central termelétrica que utilizaria carvão mineral, proveniente do estado de Santa Catarina, para alimentar duas unidades de 82 MW. Devido a modificações no projeto passou-se a utilizar óleo combustível. Na data de inauguração de operação comercial destas duas unidades FURNAS deu início a expansão desta central com a construção e montagem de mais duas unidades de 220 MW. Em 1974 a Usina de Santa Cruz atingiu a potência instalada de 600 MW.
A Usina de Santa Cruz tem capacidade instalada de 932 MW, distribuídos por quatro unidades geradoras a vapor e duas unidades geradoras a gás. Sua construção, iniciada na década de 60, foi fundamental para a interligação do sistema elétrico do Rio de Janeiro às demais regiões do País. Localizada à margem direita do Canal de São Francisco, na região do Pólo Industrial de Santa Cruz (RJ), a usina participa, em conjunto com outras importantes unidades industriais, do progresso da região e do País.

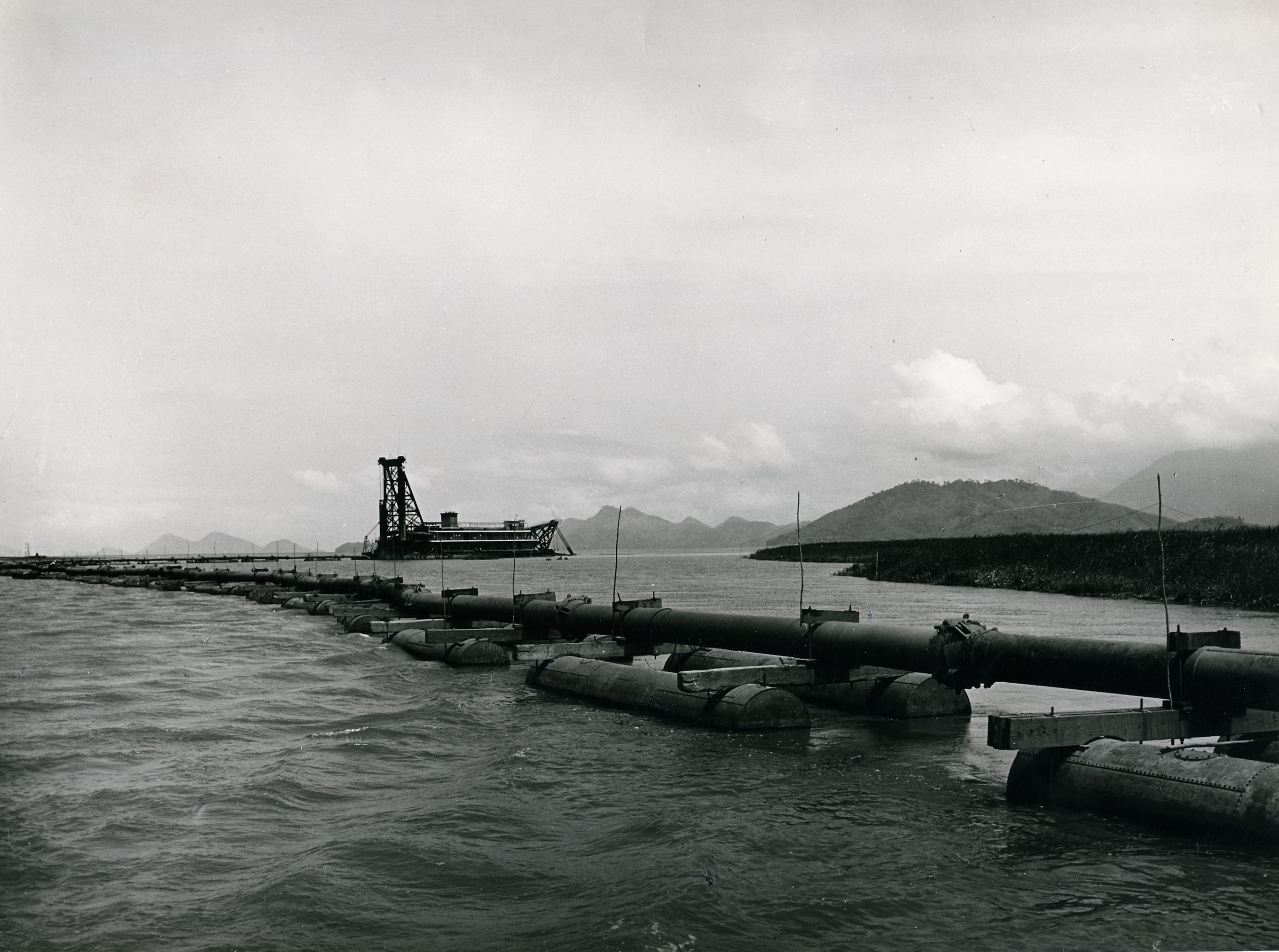
Em 1963.

Na primeira etapa da construção, foram instaladas duas unidades geradoras de 82 MW cada. Esta obra foi iniciada pela Companhia Hidroelétrica do Vale Paraíba - CHEVAP, empresa que foi extinta, passando para a responsabilidade da Furnas a conclusão das obras e a operação da usina. A primeira unidade entrou em operação comercial em setembro de 1967, tendo sido inaugurada, oficialmente, em 11 de maio de 1968. Após estudos realizados pela Furnas a usina teve sua capacidade instalada aumentada para 600 MW, com a construção de mais duas unidades a vapor de 218 MW cada, que entraram em operação comercial em fevereiro e agosto de 1973.
Projetada para operar por meio da utilização de combustíveis líquidos derivados de petróleo, a Usina, acompanhando o desenvolvimento de novas tecnologias, em 1987 passou a utilizar o gás natural como fonte de energia, permitindo assim, a melhoria da qualidade do ar pelo uso de um combustível mais limpo.
Em 2003, inicia-se a modernização e ampliação da capacidade geradora da Usina, após sua inclusão no programa prioritário de termeletricidade (PPT) do Governo Federal. Assim, foram instaladas duas turbinas a gás, projetadas para queimar gás natural como combustível principal. Estas unidades geradoras entraram em operação comercial em dezembro de 2004 e abril de 2010, disponibilizando ao sistema elétrico mais 332 MW. Este empreendimento também prevê o emprego do ciclo combinado, onde um gerador de vapor será capaz de recuperar o calor dos gases da exaustão das turbinas a gás, com isto elevando substancialmente a eficiência térmica e melhorando as condições ambientais da região.
Atualmente, estão em andamento as obras para a implantação do ciclo combinado, adicionando mais 150 megawatts, que serão incrementados à capacidade nominal de geração da usina, garantindo uma potência final de pelo menos 507 megawatts líquidos. Com o novo ciclo, ocorrerá reaproveitamento térmico proveniente das duas unidades geradoras a gás que já existem, sem consumo de combustível. A previsão de entrada é em operação é para novembro de 2022.
Em 2024, foi vendida à Âmbar Energia em conjunto com o parque termelétrico da Eletrobras.

## Capacidade energética
A capacidade instalada da UTE Santa Cruz é de 350 MW, composta de duas unidadesː
- Unidade 2: Turbina a gás movida a gás, 175 MW (ano de inicio 2010)
- Unidade 1: Turbina a gás movida a gás, 175 MW (ano de inicio 2004)

Deve ser adicionada uma nova turbina a vapor de 150 megawatts, que utilizará o ciclo combinado.